# Aurelio Roncaglia
Aurelio Roncaglia (Mòdena, 8 de maig de 1917 - Roma, 28 de juny de 2001) fou un romanista i medievalista italià.

## Vida i obra
Roncaglia, fill del musicòleg Gino Roncaglia (1883-1968), estudiar a Pisa, Florència i Roma amb Luigi Russo, Giorgio Pasquali, Clemente Merlo, Michele Barbi, Alfredo Schiaffini i Giulio Bertoni.
Des de 1941 al 1947 va servir a l'exèrcit i va treballar en un Ministeri. Després de la guerra, va ser assistent d'Angelo Monteverdi a Roma (1944) i va ser docent a Trieste de 1949 a 1954 i va obtenir el rang de catedràtic a la Universitat de Pavia, on va restar només dos anys, ja que va ser cridat a substituir Angelo Monteverdi a Roma. Així, de 1956 a 1992, data de la jubilació, va ser Professor de Filologia romànica a la Universitat de La Sapienza de Roma.
La seva recerca se centrà d'una banda en l'edició de textos medievals (sobretot francesos, occitans, italians) i en l'estudi de la llengua i literatura occitana i francesa medieval, però també lírica gallego portuguesa i altres temes hispànics. Publicà diversos manuals universitaris i antologies, molt usats en el seu moment. Durant anys fou director de la revista "Cultura Neolatina".
Roncaglia fou acadèmic corresponent estranger de la Reial Acadèmia de Bones Lletres de Barcelona (1956). També va ser President de la Société de linguistique romane (1983-1986), així com membre de l'Accademia dei Lincei (1984) i de l'Académie des Inscriptions et Belles-Lettres (1992). De 1985 a 1988 fou vicepresident de la Union Académique Internationale. Fou nomenat doctor honoris causa per la Universitat de Lieja i membre d'honor de l'Acadèmia romanesa (1992).

## Publicacions
- La lingua dei trovatori. Profilo di grammatica storica del provenzale antico, Roma 1965, 1992, 2010
- La lingua d'oïl. Avviamento allo studio del francese antico, Roma 1971, 1993; La lingua d'oïl. Profilo di grammatica del francese antico, Pisa/Roma 2005
- Principi e applicazioni di critica testuale, Roma 1975
- Tristano e anti-Tristano. Dialettica di temi e d'ideologie nella narrativa medievale, Roma 1981
- Le origini della lingua e della letteratura italiana, ed. per Anna Ferrari, Torí 2006
- Epica francese medievale, ed. per Anna Ferrari i Madeleine Tyssens, Rom 2012

### Com a editor de textos
- Chanson de Roland, Modena 1940, 1947
- Boccaccio, Teseida delle nozze d'Emilia, Bari 1941
- Venticinque poesie dei primi trovatori (Guillem IX, Marcabru, Jaufre Rudel, Bernart de Ventadorn), Modena 1949
- Michelangelo Tanaglia (1437–1512), De agricultura, Bologna 1953
- Poesie d'amore spagnole d'ispirazione melica popolaresca. Dalle kharge mozarabiche a Lope de Vega, Modena 1953
- Antologia delle letterature medievali d'oc e d'oïl, Milà 1961, 1973